# Курси (Кальвадос)
Курси́ (фр. Courcy) — коммуна во Франции, находится в регионе Нижняя Нормандия. Департамент коммуны — Кальвадос. Входит в состав кантона Морто-Кулибёф. Округ коммуны — Кан.
Код INSEE коммуны — 14190.

## Население
Население коммуны на 2010 год составляло 151 человек.
| 1962 | 1968 | 1975 | 1982 | 1990 | 1999 | 2010 |
| ---- | ---- | ---- | ---- | ---- | ---- | ---- |
| 216  | 191  | 166  | 154  | 152  | 141  | 151  |

## История
После смерти Вильгельма Завоевателя в 1087 году развернулась борьба между его детьми за наследство. Гуго де Гранмесниль выступил на стороне нормандского герцога Роберта III Куртгёза против английского короля Вильгельма II Руфуса. Однако вскоре в рядах приверженцев Куртгёза начался раскол. Близкий соратник герцога Роберт Беллемский, воспользовавшись слабостью центральной власти в Нормандии, стал захватывать замки и земли своих противников, в частности в 1091 году осадил крепость Курси, принадлежащую Ричарду де Курси. На стороне Ричарда выступили Гуго де Гранмесниль, Вильгельм де Варенн, Матье де Бомон-сюр-Уаз, тогда как Роберт Беллемский опирался на помощь герцога Роберта Куртгёза. Борьба за замок Курси продолжалась несколько недель и отличалась значительными жертвами с обеих сторон. Гуго де Гранмесниль, по утверждению Ордерика Виталия, был одним из наиболее яростных защитников замка. Ему удалось взять в плен Вильгельма, сына Генриха де Феррьера. Однако военное превосходство было на стороне осаждавших, и лишь высадка в Нормандии короля Вильгельма II заставила Роберта Беллемского отступить из-под Курси.

## Экономика
В 2010 году среди 99 человек трудоспособного возраста (15—64 лет) 63 были экономически активными, 36 — неактивными (показатель активности — 63,6 %, в 1999 году было 64,1 %). Из 63 активных жителей работали 60 человек (35 мужчин и 25 женщин), безработных было 3 (2 мужчин и 1 женщина). Среди 36 неактивных 12 человек были учениками или студентами, 12 — пенсионерами, 12 были неактивными по другим причинам.